# E265
La ruta europea E265 és una carretera que forma part de la Xarxa de carreteres europees. Comença a Tallin (Estònia) i finalitza a Kapellskär (Suècia). Fa una longitud de 60 km, i té una orientació d'est a oest.